# Danh sách vườn quốc gia tại Brasil
Hệ thống các vườn quốc gia ở Brazil được thành lập bắt đầu từ năm 1937 với việc thành lập vườn quốc gia Itatiaia. Đến 1939, mới chỉ có hai vườn quốc gia và sau thời gian 20 năm, số lượng công viên tăng lên đều đặn đến 33 địa danh vào năm 1990 và 67 vào năm 2010.
Vườn quốc gia Tijuca là vườn quốc gia nhỏ nhất chỉ với 3.300 ha và lớn nhất là vườn quốc gia Tumucumaque có diện tích tới 3.800.000 ha. Trong số 67 công viên quốc gia, 19 vườn quốc gia bảo vệ một khu vực chiếm 5% rừng mưa nhiệt đới Amazon, và 22 địa điểm bảo vệ 1% rừng Đại Tây Dương. Phần còn lại bao gồm lần lượt 7 và 12 vườn quốc gia bảo vệ vùng sinh thái Cerrado và Caatinga. Chỉ có 6 vườn quốc gia biển và ven biển, đặc biệt là vườn quốc gia Pantanal bảo vệ vùng đất ngập nước và không có vườn quốc gia nào ở vùng đồng bằng Pampa rộng lớn.
Hiện nay, các vườn quốc gia đều được bảo vệ nghiêm ngặt. Đến năm 2010, chỉ có 30 địa điểm là mở cửa cho du khách tham quan. Trong đó, hai vườn quốc gia được viếng thăm nhiều nhất là vườn quốc gia Tijuca với 1,7 triệu du khách và vườn quốc gia Iguaçu với 1 triệu du khách, chiếm 71% lượng du khách tham quan đến các vườn quốc gia ở Brazil trong năm 2009.
| Tên                                     | Năm thành lập | Diện tích (km²) | Bang                             |
| --------------------------------------- | ------------- | --------------- | -------------------------------- |
| Vườn quốc gia biển Abrolhos             | 1983          | 688             | Bahia                            |
| Vườn quốc gia Amazônia                  | 1974          | 9.940           | Amazonas/Pará                    |
| Vườn quốc gia Alto Cariri               | 2010          | 182             | Bahia                            |
| Vườn quốc gia Aparados da Serra         | 1959          | 102             | Rio Grande do Sul/Santa Catarina |
| Vườn quốc gia Araguaia                  | 1959          | 5.623           | Tocantins                        |
| Vườn quốc gia Araucárias                | 2005          | 128             | Santa Catarina                   |
| Vườn quốc gia Boa Nova                  | 2010          | 142             | Bahia                            |
| Vườn quốc gia Brasília                  | 1961          | 300             | Distrito Federal                 |
| Vườn quốc gia Cabo Orange               | 1980          | 6.190           | Amapá                            |
| Vườn quốc gia Campos Amazônicos         | 2006          | 8.760           | Rondônia                         |
| Vườn quốc gia Campos Gerais             | 2006          | 215             | Paraná                           |
| Vườn quốc gia Caparaó                   | 1961          | 318             | Espírito Santo/Minas Gerais      |
| Vườn quốc gia Cavernas do Peruaçu       | 1999          | 568             | Minas Gerais                     |
| Vườn quốc gia Chapada das Mesas         | 2005          | 1.600           | Maranhão                         |
| Vườn quốc gia Chapada Diamantina        | 1985          | 1.520           | Bahia                            |
| Vườn quốc gia Chapada dos Guimarães     | 1989          | 330             | Mato Grosso                      |
| Vườn quốc gia Chapada dos Veadeiros     | 1961          | 600             | Goiás                            |
| Vườn quốc gia Descobrimento             | 1999          | 211             | Bahia                            |
| Vườn quốc gia Emas                      | 1961          | 1.318           | Goiás                            |
| Vườn quốc gia biển Fernando de Noronha  | 1988          | 112             | Pernambuco                       |
| Vườn quốc gia Furna Feia                | 2012          | 85              | Rio Grande do Norte              |
| Vườn quốc gia Grande Sertão Veredas     | 1989          | 833             | Bahia/Minas Gerais               |
| Vườn quốc gia Iguaçu                    | 1939          | 1.852           | Paraná                           |
| Vườn quốc gia Ilha Grande               | 1997          | 788             | Mato Grosso do Sul/Paraná        |
| Vườn quốc gia Itatiaia                  | 1937          | 300             | Minas Gerais/Rio de Janeiro      |
| Vườn quốc gia Jamanxim                  | 2006          | 8.597           | Pará                             |
| Vườn quốc gia Jaú                       | 1980          | 22.720          | Amazonas                         |
| Vườn quốc gia Jericoacoara              | 2002          | 200             | Ceará                            |
| Vườn quốc gia Jurubatiba Sandbank       | 1996          | 148             | Rio de Janeiro                   |
| Vườn quốc gia Juruena                   | 2006          | 19.602          | Amazonas/Mato Grosso             |
| Vườn quốc gia Lagoa do Peixe            | 1986          | 344             | Rio Grande do Sul                |
| Vườn quốc gia Lençóis Maranhenses       | 1981          | 1.550           | Maranhão                         |
| Vườn quốc gia Mapinguari                | 2008          | 15.624          | Rondônia                         |
| Vườn quốc gia Monte Pascoal             | 1961          | 225             | Bahia                            |
| Vườn quốc gia Monte Roraima             | 1989          | 1.160           | Roraima                          |
| Vườn quốc gia Nascentes do Lago Jari    | 2008          | 8.121           | Amazonas                         |
| Vườn quốc gia Nascentes do Rio Parnaíba | 2002          | 7.298           | Bahia/Maranhão/Piauí/Tocantins   |
| Vườn quốc gia Pacaás Novos              | 1979          | 7.658           | Rondônia                         |
| Vườn quốc gia Pantanal Matogrossense    | 1971          | 1.350           | Mato Grosso/Mato Grosso do Sul   |
| Vườn quốc gia Pau Brasil                | 2000          | 115             | Bahia                            |
| Vườn quốc gia Pedra Azul                | 1996          | 100             | Espírito Santo                   |
| Vườn quốc gia Pico da Neblina           | 1979          | 22.000          | Amazonas                         |
| Vườn quốc gia Pontões Capixabas         | 2002          | 174             | Espírito Santo                   |
| Vườn quốc gia Saint-Hilaire-Lange       | 2001          | 245             | Paraná                           |
| Vườn quốc gia São Joaquim               | 1961          | 493             | Santa Catarina                   |
| Vườn quốc gia Sempre Vivas              | 2002          | 1.245           | Minas Gerais                     |
| Vườn quốc gia Serra da Bocaina          | 1974          | 1.318           | Rio de Janeiro/São Paulo         |
| Vườn quốc gia Serra da Bodoquena        | 2000          | 764             | Mato Grosso do Sul               |
| Vườn quốc gia Serra da Canastra         | 1972          | 2.000           | Minas Gerais                     |
| Vườn quốc gia Serra da Capivara         | 1979          | 979             | Piauí                            |
| Vườn quốc gia Serra da Cutia            | 2001          | 2.836           | Rondônia                         |
| Vườn quốc gia Serra da Mocidade         | 1998          | 805             | Roraima                          |
| Vườn quốc gia Serra das Confusões       | 1998          | 8.234           | Piauí                            |
| Vườn quốc gia Serra das Lontras         | 2010          | 113             | Bahia                            |
| Vườn quốc gia Serra de Itabaiana        | 2005          | 79              | Sergipe                          |
| Vườn quốc gia Serra do Cipó             | 1984          | 310             | Minas Gerais                     |
| Vườn quốc gia Serra do Divisor          | 1989          | 8.430           | Acre                             |
| Vườn quốc gia Serra do Itajaí           | 2004          | 573             | Santa Catarina                   |
| Vườn quốc gia Serra do Pardo            | 2005          | 4.473           | Pará                             |
| Vườn quốc gia Serra dos Órgãos          | 1939          | 110             | Rio de Janeiro                   |
| Vườn quốc gia Serra Geral               | 1992          | 173             | Rio Grande do Sul/Santa Catarina |
| Vườn quốc gia Sete Cidades              | 1961          | 62              | Piauí                            |
| Vườn quốc gia Superagüi                 | 1989          | 210             | Paraná                           |
| Vườn quốc gia Tijuca                    | 1961          | 39              | Rio de Janeiro                   |
| Vườn quốc gia Tumucumaque               | 2002          | 38.874          | Amapá/Pará                       |
| Vườn quốc gia Ubajara                   | 1959          | 62              | Ceará                            |
| Vườn quốc gia Vale do Catimbau          | 2002          | 623             | Pernambuco                       |
| Vườn quốc gia Viruá                     | 1998          | 2.159           | Roraima                          |